# 아산드로스
아산드로스(고대 그리스어: Άσανδρoς, 라틴어: Asandros, 기원전 4세기 원시没年불명)는 마케도니아 왕국의 알렉산더 3세를 모신 장군이며, 알렉산더 대왕의 사후 디아도코이가 된 장군 중 한 사람이다.

## 동방원정
아산드로스는 필로타스의 아들이며, 필리포스 2세, 알렉산더 3세를 두 대에 걸쳐 모신 중신 파르메니온의 형제이다. 그는 알렉산더의 동방원정에 참여하여 기원전 324년에 사르디스를 무혈 점령할 때 왕에 의해 스피트리다테스(페르시아 왕 다리우스 3세 아래의 리디아, 이오니아 태수)의 태수령이었던 리디아와 기타의 태수로 임명되었고, 동시에 지배를 유지하는 데 충분할 만큼의 기병과 경장보병의 지휘권도 받았다. 기원전 328년 초에 아산드로스는 네아르코스(당시는 리키아, 팜필리아 태수)와 그리스 용병을 인솔하여 그때 자리아스파에 있던 왕의 앞까지 데리고 왔다.

## 알렉산더의 사후
기원전 323년, 알렉산더 대왕은 후계자를 남기지 못하고, 갑작스런 죽음을 맞이 한다. 이후 제국의 속령과 지위를 분할했던 바빌론 회의에서 아산드로스는 카리아의 태수 자리를 얻는다. 섭정인 페르디카스와 그에게 불만을 가진 여러 장군 사이에서 전쟁이 일어났다. 안티파트로스에 파견된 아산드로스는 페르디카스 파의 장군이었던 아탈로스, 알케타스와 싸웠지만 그들에게 패했다.
페르디카스의 사후, 기원전 321년에 열린 트리파라디소스의 분할 회의에서 아산드로스는 지금까지의 지위를 유지했다.
기원전 315년, 소아시아에서 아스크레피오러스(카산드로스의 장군)와 아산드로스에게 안티고노스가 조카인 프톨레마이오스를 소아시아로 보내자 아산드로스는 프톨레마이오스 1세로부터 지원군을 받으면서 프톨레마이오스와 싸웠다.
기원전 313년, 안티고노스는 스스로 군대를 이끌고 가서 아산드로스에게 향했다. 안티고노스는 아산드로스에게 연안 그리스 도시의 자유를 부활시키고, 카리아의 태수 자리를 안티고노스에게 양보하고, 인질로 형제인 아가톤을 보내는 조건으로 강화를 체결하자고 강요했다. 그러나 며칠 후 아산드로스가 굴욕적인 협정을 거절하고, 안티고노스의 손에서 아가톤을 되찾기 위해 프톨레마이오스와 셀레우코스에게 원군을 청하는 사절을 보냈다. 안티고노스는 이 행동에 분개하여 바로 군대를 보냈고, 안티고노스에 의해 카리아는 완전히 정복되었다. 이때를 기점으로 아산드로스는 역사의 무대에서 사라지고, 이후 소식은 알려져 있지 않다.